# بونتيفيدرا
بُنتِفِدرة أو بونتيبذرة أو بونتيفيدرا (بالإسبانية: Pontevedra) هي مدينة تقع في شمال غرب إسبانيا، هي عاصمة مقاطعة بُنتِفِدرة التابعة لمنطقة جليقية.

## الديموغرافيا
يبلغ عدد سكان مدينة بُنتِفِدرة 82.400 نسمة عام 2011 (وفقاً للمعهد الوطني للإحصاء الإسباني).
| 74.287 | 74.139 | 76.798 | 79.372 | 80.202 | 81.576 | 82.400 |

## معرض صور

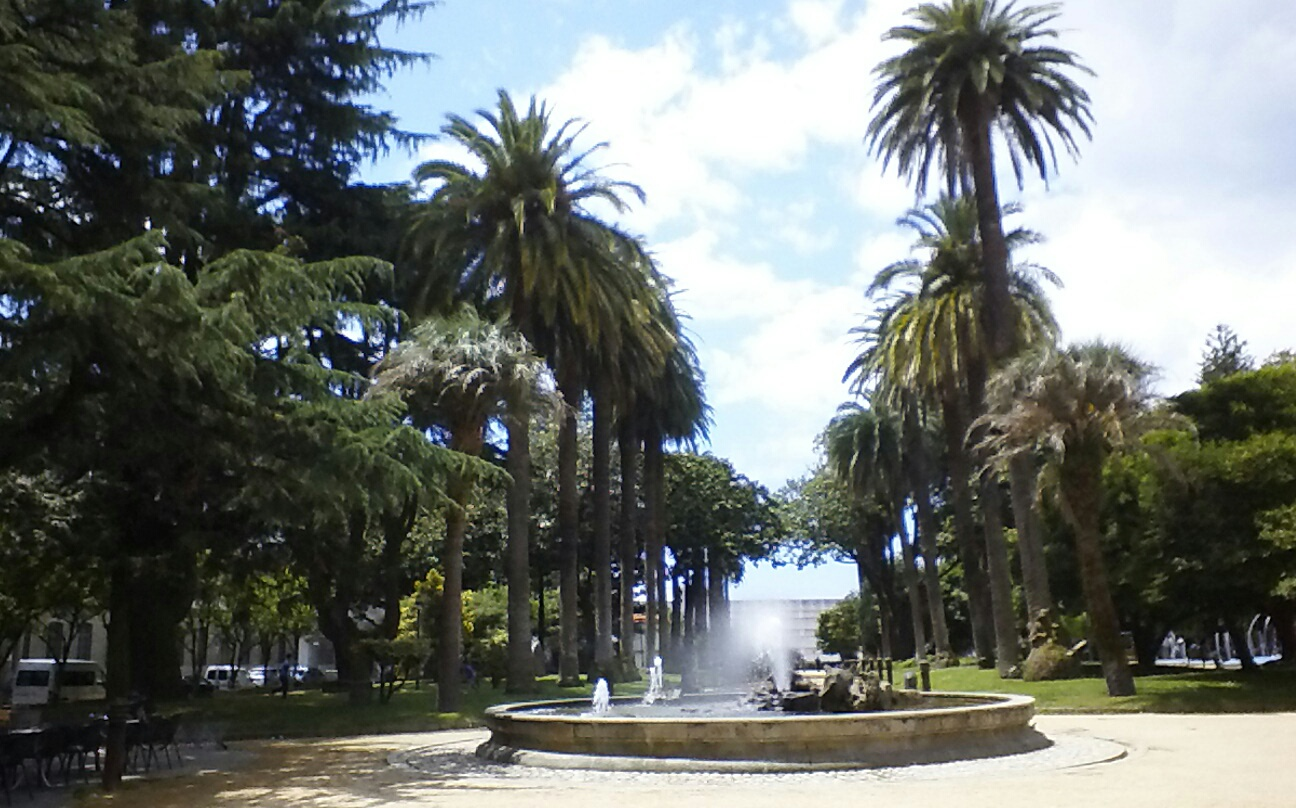
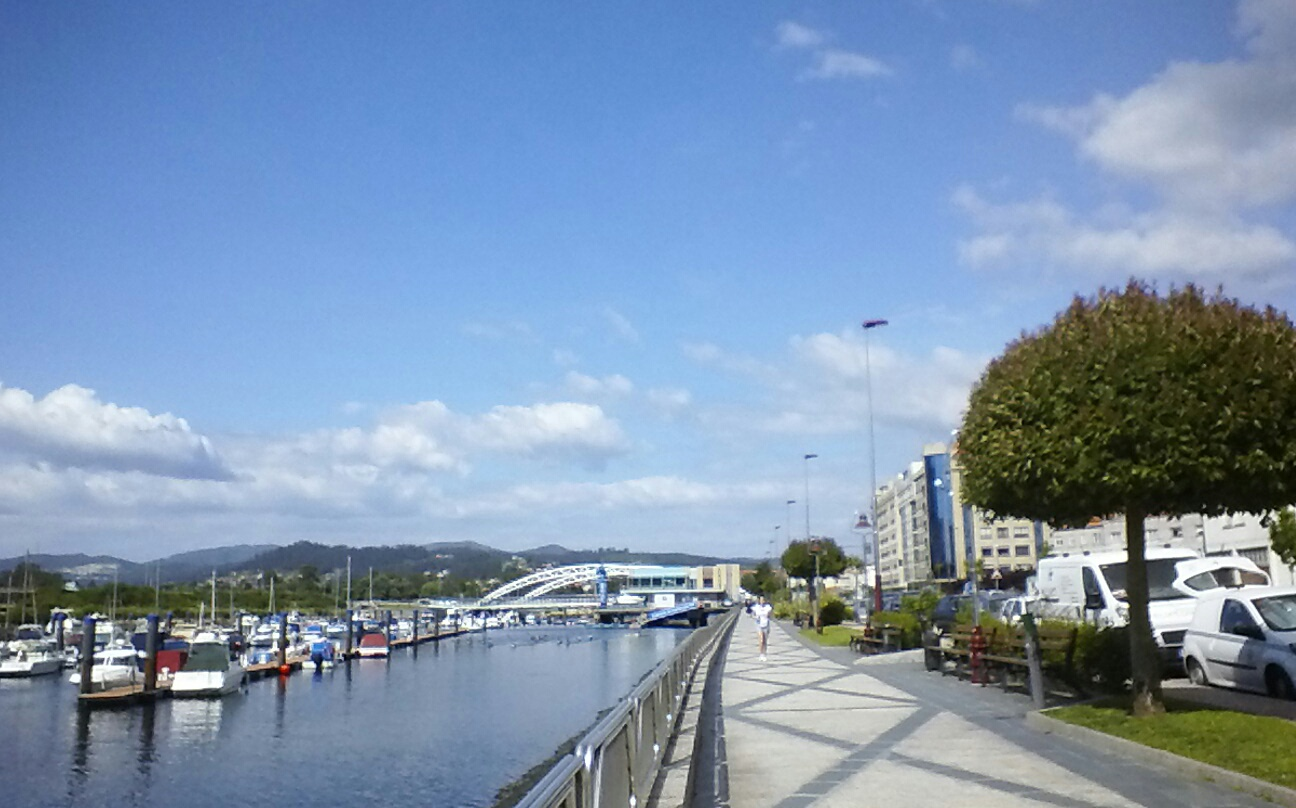
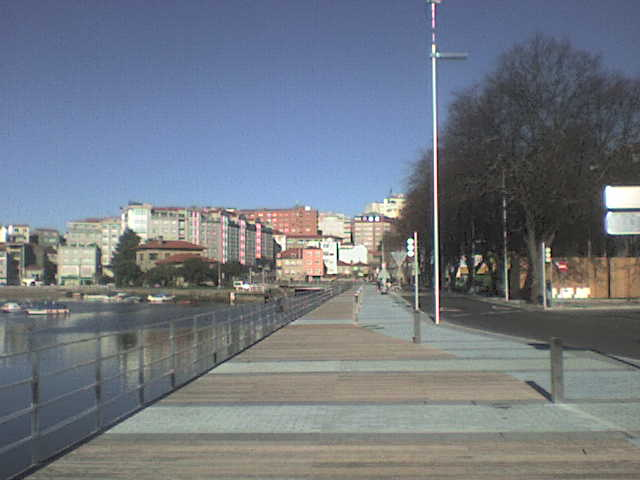

## توأمة
لبُنتِفِدرة اتفاقيات توأمة مع:
- بارسيلوس

## أعلام
- لورديس دومينغيز لينو
- خوسيه ماريا بوسادا
- مانويل كيروغا